# الحارة (القطن)

'

تعديل مصدري - تعديل

الحارة هي إحدى قرى عزلة القطن بمديرية القطن التابعة لمحافظة حضرموت، بلغ تعداد سكانها 130 نسمة حسب تعداد اليمن لعام 2004.